# 353

## Decese
- 11 august: Flavius Magnus Magnentius, uzurpator roman, din 350 (n. 303)